# 高田由美子
高田 由美子（たかだ ゆみこ、1937年2月17日 - 2013年5月25日）は、日本の生理学者。専門は大脳生理学。浜松医科大学教授、2002年浜松医科大学名誉教授。

## 経歴
1937年（昭和12年）に生まれる。東京都出身。1961年（昭和36年）慶応義塾大学医学部医学科を卒業、同大学大学院医学研究科で生理学を専攻し、1966年（昭和41年）に博士課程を修了して医学博士になった。同年米国ニューヨーク州立ロズウェルパーク記念研究所 (Roswell Park Memorial Institute) の研究員として留学、1972年（昭和47年）にニューヨーク州立大学大学院助教授に就任。1975年（昭和50年）からは、浜松医科大学医学部医学科助手として勤務。1996年（平成8年）から同大学教授に就任。2002年（平成14年）同大学名誉教授に就任。
浜松医科大学定年後の2002年（平成14年）からは、国立看護大学校の非常勤講師として病態生理学を担当し、2007年（平成19年）にその任務を終了。2001年（平成13年）から2007年（平成19年）までの6年間静岡県教育改革推進委員として活動した。また、2007年（平成19年）から2013年（平成25年）まで静岡県立大学経営審議会学外委員を勤めた。
日本生理学会、日本血液学会および国際血栓止血学会 (International Society on Thrombosis and Haemostasis) に所属した。浜松医科大学勤務中から、『静岡新聞』の時評を17年間にわたり、年8回執筆していた。2013年に病気で死去した。享年76歳。夫は、浜松医科大学名誉教授の高田明和。

## エピソード
- 高田由美子が教授に就任したのは1996年であるが、当時、日本で同じ国立大学医学部に勤務する夫婦がともに教授となるという事例はなく、女性の社会進出の先駆けとしても特筆すべき展開であった。
- 高田由美子は、1996年に教授に就任してから8年後の2002年に定年を迎えた。当時の浜松医科大学の学則では、名誉教授になる条件は「20年間教授を務めること」となっていたため、勤続年数だけでは名誉教授の条件を満たしていない状況であった。しかしながら、教授就任以前から国際的な学会発表や論文作成での多数の実績を有する高田由美子が、社会で活躍する子を持つ母親として奮闘していたことも併せて評価され、浜松医科大学は、名誉教授就任に関する学則に「大学に大いに貢献した者」という条項を新たに加えて、高田由美子が定年とともに名誉教授に就任するに至った。

## 著書
- 『女性の体と健康 更年期を乗り越えて』静岡新聞社〈しずおか健康ブックス〉、1997年、ISBN 4783812624

### 共著
高田明和との共著で3冊の著書がある。
- 『新生理学入門』南山堂、1994年、ISBN 4525120711
- 『疾病論入門 生理学から病理学へ』南山堂、1996年、ISBN 4525121319
- 『生理学はおもしろい』医学書院、2000年、ISBN 4260330624